# Claude Blanchet
Pour les articles homonymes, voir Blanchet et Claude Blanchet (poire).
Claude Blanchet, né le 2 novembre 1945 à Québec, est un entrepreneur, promoteur et gestionnaire québécois. Il est l'époux de Pauline Marois, première première ministre du Québec de 2012 à 2014.

## Biographie
Claude Blanchet est un entrepreneur, promoteur et gestionnaire québécois qui a d’abord travaillé en soutien à l'homme d’affaires Robert Campeau. Avant d’avoir 30 ans, il devient vice-président chargé des opérations du groupe Campeau pour l’ensemble du Québec. 
En 1978, il devient le premier directeur général de la Société de développement des coopératives, poste qu’il occupe jusqu’en 1983. Par la suite, il devient le premier directeur général du Fonds de solidarité FTQ, fonction qu’il exerce jusqu’en 1997.
Il est président du conseil et président-directeur général de la Société générale de financement d'avril 1997 à mai 2003.
De retour à l’entrepreneuriat, il exerce diverses fonctions à titre d’administrateur de sociétés en soutien notamment à des organisations émergentes dans le secteur des technologies.
Claude Blanchet se décrit comme étant avant tout un « bâtisseur d’entreprises collectives ».
Il est l’époux de Pauline Marois, une femme politique qui a été à la tête de plusieurs des plus importants ministères de la province avant de devenir chef du PQ et première première ministre du Québec de 2012 à 2014.

## Source
- Louis Jacques Filion, Oser intraprendre, Presse HEC, Montréal 2010.